# Рокетас
Рокетас (исп. Roquetas, баск. Roquetes, кат. Roquetes)  —  муниципалитет в Испании, входит в провинцию Таррагона в составе автономного сообщества Каталония. Муниципалитет находится в составе района (комарки) Баш-Эбре. Население — 8 231 человек (на 2010 год). Расстояние до административного центра провинции — 90 км.
Это второй по величине муниципалитет в регионе (136,64 км 2). Большая часть его срока соответствует горной части портов Тортоса-Бесейт, где он достигает своей максимальной высоты с Мон-Каро (1441 метр). У подножия портов есть широкие равнины, которые доходят до реки Эбро.
5 582,70 га являются частью Природного парка Портс, из которых 187,33 га относятся к Частному природному заповеднику Портс Ле Фагедес.
К северо-западу от муниципалитета находится Раваль-Новаль, а к юго-западу - Раваль-де-ла-Мерсе и Раваль-де-Крист.

## История
Начало формированию города положил исламский фермерский дом (Масада), подаренный Рамоном Беренгером IV в Тортосе после завоевания этого города (1149 г.), который позже стал Mas d'en Ortiz (1603 г.).
Рокетес был официально отделен от Тортосы 22 марта 1850 года королевским указом Изабеллы II. Несколькими днями позже, 14 апреля, событие узаконилось в виде конституционного акта первого городского совета за №. 43 Каррер-де-ла-Гайя, где проживал первый мэр муниципалитета Рамон Бош и Роселль .
25 июля 1857 года был открыт канал де ла Дрета дель Эбро, хотя он не эксплуатировался до 1860 года. Однако именно этот канал был один из ключевых построек, которые с течением времени принесли наибольшее процветание экономике Рокетеса.
В 1880 году Альфонсо XII пожаловал Рокетесу титул города.
В 1885 году открывается трамвай для перевозки животных между районом Феррери и Рокетес с ответвлением к Хесусу. Именно в этом году в городе начинается эпидемия холеры. Это стало самым трагическим событием девятнадцатого века. Погибло более 200 человек, и также произошло бегство населения в другие муниципалитеты.
В настоящее время Рокетес - это современный город со всеми услугами и удобствами, необходимыми горожанам и гостям, и представляет собой симбиоз между промышленным городом и услугами с сельским Рокетесом.

## Население
| Год  | Численность | Численность   |
| ---- | ----------- | ------------- |
| 1857 | 4043        | [ 4 ]         |
| 1860 | 4117        | [ 4 ]         |
| 1877 | 4996        | [ 4 ]         |
| 1887 | 4445        | [ 4 ]         |
| 1900 | 4933        | [ 4 ]         |
| 1910 | 5102        | [ 4 ]         |
| 1920 | 5691        | [ 4 ]         |
| 1930 | 5832        | [ 4 ]         |
| 1936 | 5747        | [ 4 ]         |
| 1940 | 5514        | [ 4 ]         |
| 1945 | 5558        | [ 4 ]         |
| 1950 | 5813        | [ 4 ]         |
| 1955 | 5619        | [ 4 ]         |
| 1960 | 5706        | [ 4 ]         |
| 1965 | 5636        | [ 4 ]         |
| 1970 | 5617        | [ 4 ]         |
| 1975 | 5613        | [ 4 ]         |
| 1981 | 5766        | [ 4 ]         |
| 1986 | 5806        | [ 4 ]         |
| 1991 | 5495        | [ 4 ]         |
| 2001 | 6437        | [ 5 ]         |
| 2002 | 6640        | [ 6 ]         |
| 2004 | 7017        | [ 7 ]         |
| 2005 | 7232        | [ 8 ]         |
| 2006 | 7444        | [ 9 ]         |
| 2007 | 7689        | [ 10 ]        |
| 2008 | 7987        | [ 11 ]        |
| 2009 | 8223        | [ 12 ]        |
| 2010 | 8231        | [ 13 ]        |
| 2011 | 8280        | [ 14 ]        |
| 2012 | 8333        | [ 15 ]        |
| 2013 | 8297        | [ 16 ]        |
| 2014 | 8287        | [ 17 ]        |
| 2015 | 8234        | [ 18 ]        |
| 2016 | 8165        | [ 19 ]        |
| 2017 | 8084        | [ 20 ]        |
| 2018 | 7961        | [ 21 ] [ 22 ] |
| 2019 | 7973        | [ 23 ]        |
| 2020 | 8079        | [ 24 ]        |
| 2021 | 8159        | [ 25 ]        |
| 2022 | 8193        | [ 26 ]        |
| 2023 | 8302        | [ 27 ]        |
| 2024 | 8369        | [ 2 ]         |

## Основные события

### Канал де ла Дрета дель Эбро
Первый известный проект оросительного канала датируется 1381 годом. В 1441 году произошла значительная потеря урожая из-за отсутствия дождя, этот фактор поспособствовал расширению плотины для облегчения строительства дренажей и каналов. Основным создателем этой инфраструктуры был епископ Ото де Монкада. Но его внезапная кончина, социальные потрясения того времени и истощение ресурсов вынуждают остановить проект. В 1540 году, когда Карл V посетил Тортосу, проект возобновился.
В течение 16, 17 и 18 веков проект постоянно возобновлялся и приостанавливался примерно до 1847 года, когда были предприняты исследования канализации и навигации по Эбро. 26 ноября 1851 г. акционерному обществу «Real Compañía de Canalización of the Ebro» было разрешено выполнять необходимые работы.
18 июля 1857 года был официально открыт энергетический канал.

### Обсерватория Эбро
Основная статья: Обсерватория дель-Эбре
Основана Обществом Иисуса и инициирована отцом-иезуитом Рикаром Сирерой. Закрытое открытие Обсерватории космической физики Эбро состоялось 8 сентября 1904 года. А публичное открытие состоялось 30 августа 1905 года, что совпало с полным солнечным затмением в том же году. В 1920 году главу обсерватории сменил отец Луис Родес, за этот период в помещениях были проведены важные улучшения, особенно в сейсмологическом секторе.
С роспуском Общества Иисуса попечительский совет Обсерватории стал зависимым от епархии Тортосы, что повлияло на организацию, деятельность центра и подавление государственной помощи. В мае 1938 года новым главой стал отец Антони Романа-и-Пухо, который до этого был заместителем директора. В то время, когда он был директором, обсерватория расширила сферу своей науки, улучшив оборудование и приспособив его к текущим потребностям.
3 октября 1970 года попечительство было передано отцу Хосепу Ориолу Кардусу, и обсерватория была разделена на пять отделов: гелиофизика, ионосфера, геомагнетизм, метеорология и сейсмология.

### Малая семинария св. Иосифа
Основная статья: Дом Сан-Хосе (Рокетес)
Общество Иисуса основало первую апостольскую школу в Гандии в 1906 году, которую посещали студенты из Валенсии и Каталонии. В 1912 году иезуиты основали вторую апостольскую школу в провинции Сарагоса, в которой учились студенты из Арагона и Каталонии.
В результате слияния обеих школ возникла Малая семинария Сан-Хосе, основанная 23 ноября 1916 года. Рядом с обсерваторией Эбро, где ранее находился философский факультет общества Иисуса.
В 1945 году центр был преобразован в колледж-семинарию, получив, таким образом, название «Colegio PP Jesuitas».
Центр продолжал свою деятельность до 1950-х годов до своего окончательного закрытия.
В настоящее время на первом этаже здания находится Гражданский центр муниципалитета Рокетес, а на втором этаже - Библиотека Рокетес-Мерсе-Ллейша.

### Муниципальный рынок
Важнейшее муниципальное здание 19 века вместе с ратушей. Расположен на улице Каррер-Майор. Построен в 1892 году согласно решению мэра муниципалитета - Жоана Алегрет Барбера (1890-1893).
Рынок начал работать под контролем арендатора, человека, которому городской совет сдавал услугу ежегодно за определенную сумму, который убирал внутри и снаружи здания. В начале двадцатого  века рыночные услуги стали зависеть от самого городского совета.

### Муниципальная бойня
С 1921 года в Рокетесе работает муниципальная бойня. Здание было открыто по распоряжению мэра Хосепа Гисберта Барбера (1920-1923) и продолжало свою деятельность до 1980-х годов.
В настоящее время это административная штаб-квартира Парка Натураль дель Портс и Центр посетителей парка в Баш-Эбре.

## Экономика
Традиционной экономической деятельностью муниципалитета было сельское хозяйство. На равнинах, расположенных у подножия портов, основным видом деятельности было богарное земледелие (в основном оливковое, рожковое дерево и миндаль) на небольших приусадебных участках, которое было внедрено в выращивание апельсиновых деревьев с использованием преимуществ эксплуатации водоносных горизонтов. Вокруг канала де ла Дрета дель Эбро выращивают фруктовые деревья (особенно апельсиновые и мандариновые), овощи и рис. Строительство канала произвело коренные изменения в сельском хозяйстве и экономике этого сектора.
Электричество поступило в муниципалитет в 1911 году, что поспособствовало разнообразию местной промышленности.
В 1920 году в Рокетесе был важный промышленный сектор: фабрика по производству носков, деревянная фабрика, кооператив каменного масла, завод по производству алкоголя и производных и мыловаренный завод.
Третичный сектор оказывает небольшое влияние из-за его близости к более крупному городу - Тортосе.

## Образование и культура

#### Образование
При провозглашении Второй Испанской республики возникла серьезная проблема - создание и строительство государственных школ.
В Рокетесе роль учителя и политика Марселя Доминго, тогдашнего министра народного просвещения, была решающей для утверждения строительства школы. 17 июня 1934 года была торжественно открыта «El Grup Escolar Marcel·lí Domingo», названная его именем в знак благодарности.
В настоящее время в Рокетесе есть два государственных центра начального образования: Escola Mestre Marcel·lí Domingo de Roquetes и Escola de la Raval de Cristo. Помимо центра среднего образования, Институт Рокетеса (Institut de Roquetes).

#### "Лира"
"Sociedad Recreativa y Musical la Lira", основанная 24 июня 1907 года группой фермеров, заинтересованных в популяризации массовой культуры и рабочих ассоциаций.
Среди первых замечательных и важных действий ассоциации было создание музыкальной школы учителями Джоан Сид, Фредерик Сарагоса и Моссен Хосеп Миравальс. В результате этой школы в 1924 году была создана Banda de Música de la Lira под управлением маэстро Жауме Ровира. Позже у «Лиры» появился хор под управлением Жоана Морейра и Рамоса.
В организации появились новые культурные секции, а также начальная школа и театр. В последнем с 1918 года есть сценическая живопись, которая представляет, среди прочего, традиционные произведения, такие как «Дон Хуан Тенорио» или «Ла Баррака де Сан Антонио».
По окончании Гражданской войны предприятие было закрыто с последующим прекращением деятельности. Здание находилось в ведении городского совета, а театр был сдан в аренду кинопредпринимателям под названием «Cine Alcázar».
В 1967 году «Лира» открыла свои двери, чтобы продолжить свою культурную деятельность.
Время от времени Лира становится кульминацией культурной жизни Рокетеса.

## Праздники и традиции

### День св. Антония Великого (19 января)
Праздник святого начинается с мессы, за которой следует благословение животных и шествие через деревню Рукетас верхом на лошадях и мулах. Затем скачки по дороге Рокетес-Хесус. Днем перед церковью танец с исполнением «Каналеро» и его басни. Примерно в 1932 году начали исполняться «Баррака де Сан-Антонио». Со временем от интерпретации пьесы отказались, и она была восстановлена в 2012 году с адаптацией и постановкой Тони Вивеса.
Сегодня празднование мессы, парад с лошадьми и благословение животных продолжаются на дороге Рокетес-Хесус.

### Главные праздники (июль)
В Рукетасе главные праздники отмечаются в первую неделю июля - праздник Сант Грегори д'Эстия, покровителя города.
Совпадает с первым понедельником июля, днем местного праздника.

### Фестиваль традиций (август)
Последняя неделя августа знаменует собой Tradicionàrius de les Terres de l'Ebre, самый важный фольклорный фестиваль, на котором вы можете насладиться живой музыкой с основными группами со всех каталонских стран и мероприятиями, связанными с популярной культурой.

### «Каналеро и его басня»
Еще одна глубоко укоренившаяся традиция - это Рондалла, вокруг девушек, властей и всех, кто ее просил. Главной фигурой был певец. Хоты, которые поются, всегда импровизированы, из четырех куплетов и повторения двух последних.
Самым известным певцом Рукетаса, был Хосеп Гарсия Санс, известный как «Ло Каналеро». Ему аккомпанировали на гитаре Рамон Тафалла, Хуанито Вальманья и Джоанет де Гуэк.
Хосеп Гарсия Санс «Ло Каналеро» родился в Рокетесе 4 августа 1914 года. Прозвище Каналеро получил от своего деда по материнской линии, когда-то он руководил работами на канале Дрета де л'Эбре. работы были завершены и он остался смотрителем канала Ксерта до Ампосты.
Его выступления были неподготовленными, он говорил: «Изящество спетой Тортосской хоты - это импровизация, и чем быстрее вы думаете об этом и говорите то, что хотите сказать, тем лучше».
Характерными чертами были шоты из шести куплетов и сигнал музыкантам прекратить музыку.
Умер 26 июня 2004 года.

## Гастрономия
Богатство кухни Рокетенс простирается от высот портов до дельты Эбро.
Но если и есть какие-то характерные для этого муниципалитета десерты, то это так называемые Punyetes de Roquetes. В состав входят: мука, сахар, мистела, масло, молоко, яйца, лайм, миндаль и анис.
1 июля 1990 года всенародным голосованием эта паста была выбрана в качестве типичной. «Ло Каналеро» пела это так:
"-Когда люди будут есть
"эти" пасты так хорошо приготовлены
многие спросят, в каком селе они сделаны
и кто знает ответит
они - Punyetes de Roquetes .
Другими типичными и немаловажными десертами являются так называемые паноли, также известные как тортики. Паста арабского происхождения, круглая и очень тонкая, состоит из муки, масла, воды и матафалуги.

## Архитектурные сооружения

### Приходская церковь
Посвящается святому Антонию Падуанскому. Сооружена в 1823 году. Площадь на участке составляет девятьсот тридцать шесть квадратных метров и выполнена в неоклассическом стиле. Состоит из одного прямоугольного нефа и многоугольной апсиды.
Центральный неф окружен контрфорсами, соединенными арками, которые расширяют основное пространство; мы находим, моделируя, два боковых нефа, которые на самом деле являются еще одним пространством центрального нефа. Используя эти пространства, в каждом ложном нефе есть три боковых алтаря.
Простой сводчатый трансепт и ребра апсиды сходились в самой высокой точке купола.
В 19 веке не было живописных мотивов, но к 20 веку религиозные мотивы появились.
Колокольня в плане квадратная. Четыре колокола увенчивают его собственным именем, колоколом и другой ориентацией: Антония Виктория обращена к главному входу в Рокетес, григорианская Жозефина обращена к городу Хесус, Сан-Хосеп обращен к Каррер-де-ла-Гайя, а меньший - напротив Поу.

### Старая ратуша
Первый камень был заложен 19 апреля 1880 года, а само здание было открыто в 1881 году мэром Франческом Фоноллосой и Йерро. Этим было выполнено одно из пожеланий населения - построить здание, которое также выполняло бы функции школы и жилья для учителей.
Позже переоборудовано в помещения для двора на первом этаже и для ратуши на втором этаже.
Находится на Канал-стрит.
В настоящее время на первом этаже здания находится Центр первичной медицинской помощи (CAP), на первом этаже - Молодежный центр и телецентр, а на втором и третьем этажах - Музейный центр интерпретации Рокетеса.

### Муниципальный рынок
Расположен на главной улице.
Самое важное здание 19 века после Ратуши.
Построен в 1892 году мэром Жоан Алегрет-и-Барбера (1890–1893). Он добился передачи земли ее владельцем Алонсо Бальестером.
Площадь шестьсот пятьдесят пять квадратных метров.

### Муниципальная бойня[31]
Здание спроектировано неизвестным архитектором, датируется 1922 годом, новосентистское здание, построенное на прямоугольном участке, выходящем на четыре улицы. Состоит из трех прямоугольных П-образных нефов с главным выходом во двор, который остается в середине здания. Пилястры, увенчанные круглой круглой точкой посередине, повторяются по периметру здания и выступают из карниза. Крыши остроконечные по бокам и остроконечные посередине.
Он всегда функционировал как бойня, за исключением периода Гражданской войны, когда он использовался для военной службы.
После многих лет забвения и восстановления сегодня он функционирует как Центр посетителей и Административный штаб природного парка Дель Портс.

## Раваль Нова
Проект урбанизации Raval Nova был выполнен мастером Хосепом Батетом. Треугольная форма участка определила процесс урбанизации. В центре участка осталось достаточно площади, чтобы построить большой четырехугольный квадрат, что было исключительным явлением в то время. Очень неровные длинные дорожки перпендикулярно пересекаются с улицей Хай-стрит.

## Раваль де Кристо
Более позднего происхождения, чем Рукетас, но похожий процесс заселения. Первые упоминания о географическом названии относятся к 1860 году, в номенклатуре провинции Таррагона группа из 48 известных домов под названием «Касас-де-Кристо» включена как пригород Рокетеса.
Также планируется оставить большую площадь в центре застройки, на которой будет построена церковь площадью более 800 квадратных метров.

## Раваль де Мерсе
Происхождение пригорода, а также название можно найти в зданиях, построенных в 1843-1855 годах Фелипом Мерсе и Балагером, мастером строительства укреплений в Тортосе.
В 1855 году Игнаси Чавалера, юрист из городка Альканар, начал продавать шестидневное или семидневное поместье, принадлежавшее его жене и невестке.
Особенностью этой инициативы было то, что это первая территория, в которой городской совет Рокетеса осуществляет свои градостроительные полномочия. Еще одна особенность заключалась в том, что он превратил пригород Мерсе из небольшой группы домов в урбанизированный район.